# Mezzegra

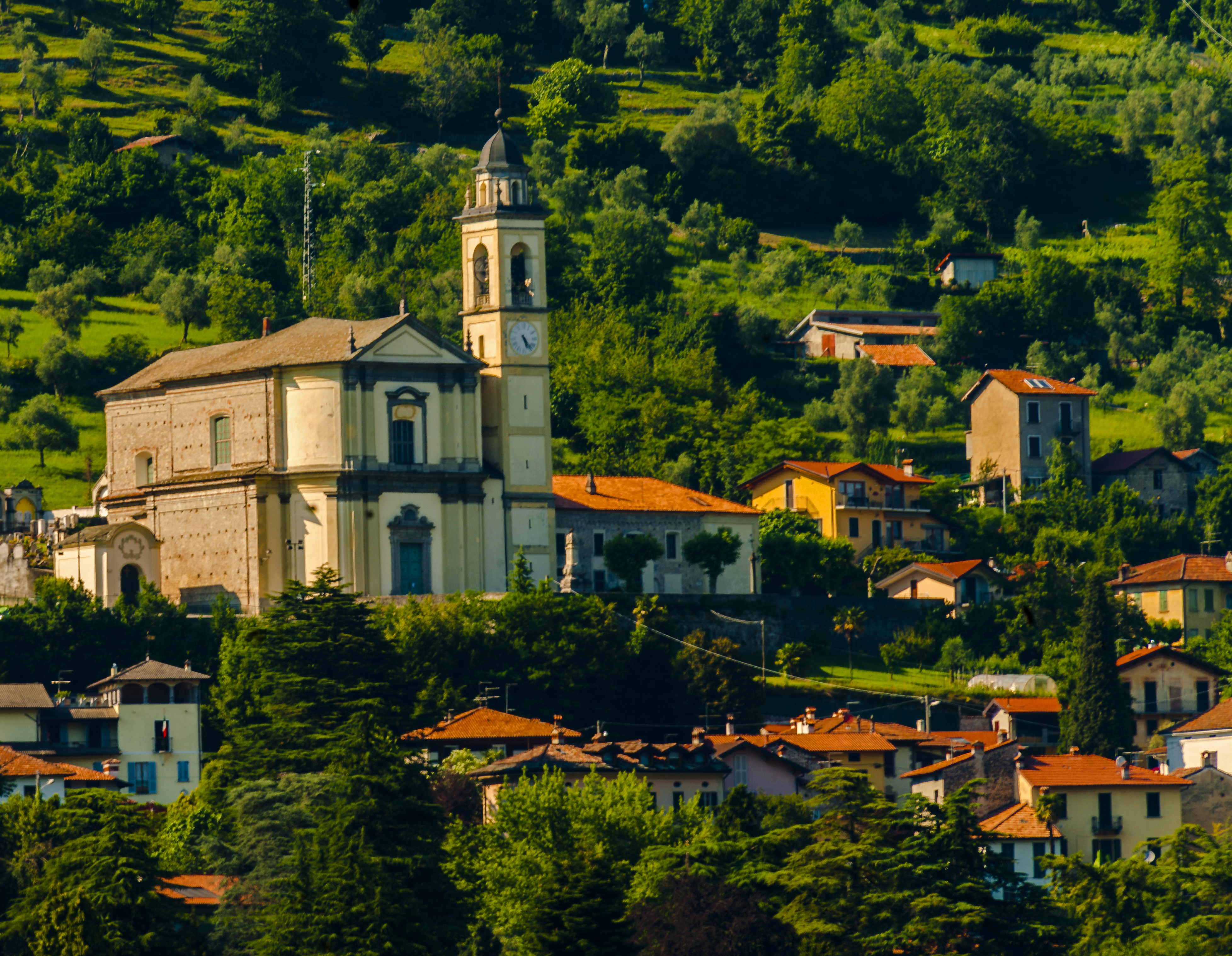
Pfarrkirche Sant’Abbondio

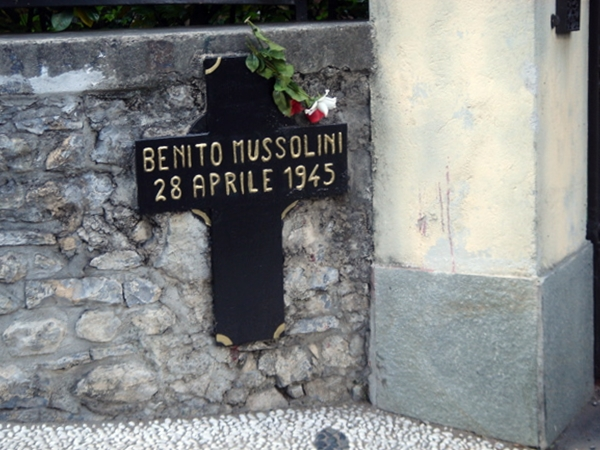
Kreuz an Mussolinis Sterbeort

Mezzegra ist eine ehemalige am Westufer des Comer Sees gelegene Gemeinde mit 1037 Einwohnern (Stand 31. Dezember 2013) in der italienischen Provinz Como, die inzwischen zur Gemeinde Tremezzina gehört.

## Geografie
Mezzegra gehört jetzt zur neuen Gemeinde Tremezzina, die am 4. Februar 2014 durch den Zusammenschluss der Gemeinden Lenno, Mezzegra, Tremezzo und Ossuccio gebildet wurde. In den vier Orten fand am 1. Dezember 2013 ein Referendum statt, bei dem sich 63 % der Wähler für die Vereinigung aussprachen. Im November 2013  waren es 5124 Einwohner.

## Gemeindefusion
Von 1928 bis 1947 gehörte sie gemeinsam mit Lenno und Tremezzo der Gemeinde Tremezzina an.
In der Gemeinde lebten 4242 Einwohner (Stand: 1936). 1947 wurde sie aufgelöst und die drei Gründungsgemeinden erhielten ihre Eigenständigkeit zurück.

## Geschichte
Die älteste historische Erwähnung von Mezzegra findet sich in einem Dokument aus dem Jahr 1049. Die Ortschaft Mezzegra, die während des Zehnjährigen Krieges auf der Seite Mailands stand, wurde später von den Streitigkeiten zwischen den Adelsfamilien von Como, den Rusconi (Ghibellinen) und den Vittani (Guelfen), betroffen.
Im Ortsteil Giulino von Mezzegra wurden am 28. April 1945 Benito Mussolini und seine Geliebte Clara Petacci von kommunistischen Partisanen erschossen.
Seit dem 21. Januar 2014 ist Mezzegra ein Ortsteil der Gemeinde Tremezzina, einer Gemeinde, die bereits zu napoleonischen und faschistischen Zeiten bestand.

## Bevölkerungsentwicklung

Gassen in Mezzegra
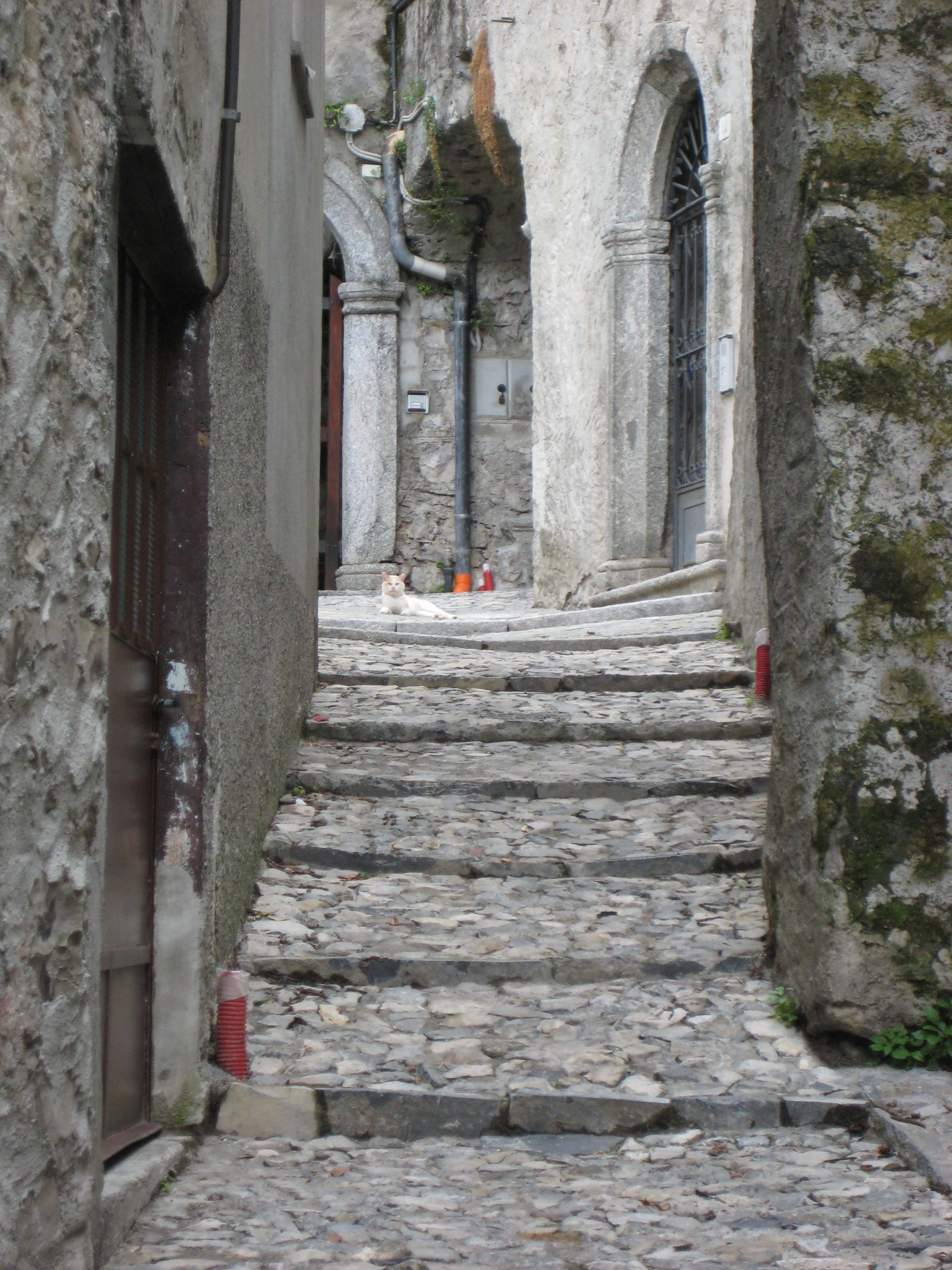
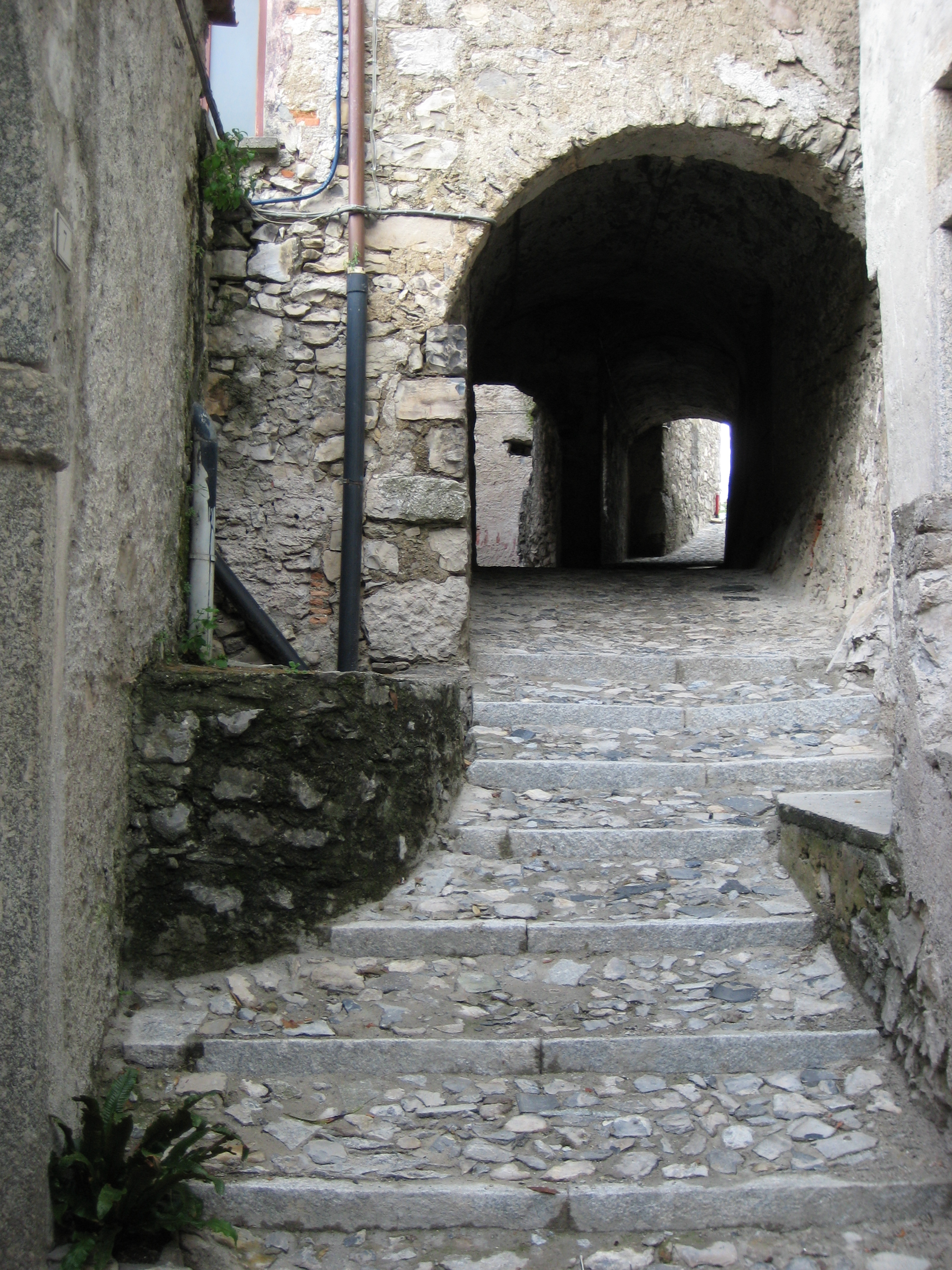

## Sehenswürdigkeiten
- Pfarrkirche Sant’Abbondio[3]
- Kirche Madonna Addolorata[4]
- Kirche San Giuseppe[5]
- Palazzo Brentano[6]
- Palazzo Rosati[7]